# Fiebre periódica, estomatitis aftosa, faringitis y adenitis
La fiebre periódica, estomatitis aftosa, faringitis y adenitis o la fiebre periódica, faringitis aftosa y síndrome de adenopatía cervical (PFAPA) es una afección médica que generalmente comienza en niños pequeños , en los que se presenta fiebre alta periódicamente a intervalos de 3-5 semanas, frecuentemente acompañada de aftas, faringitis y/o adenitis cervical (linfadenopatía cervical). El síndrome fue descrito en 1987 y nombrado dos años después.

## Señales y síntomas
Los síntomas clave de PFAPA son: fiebre alta periódica a intervalos de alrededor de 3-5 semanas, así como úlceras aftosas, faringitis y / o adenitis. Entre los episodios, e incluso durante los episodios, los niños se muestran saludables. Los episodios debe ser continuos al menos durante 6 meses. El diagnóstico requiere cultivos de garganta negativos recurrentes y que se excluyan otras causas (como VEB, CMV, FMF).

## Causa
La causa de PFAPA es desconocida. Se encuentra con frecuencia junto con otros síndromes periódicos de fiebre.
Las posibles causas son principalmente genéticas o debido a una infección inicial.
La condición parece ser el resultado de una alteración de la inmunidad innata. Los cambios en el sistema inmune son complejos e incluyen una mayor expresión de genes relacionados con el complemento (C1QB, C2, SERPING1), genes relacionados con interleucina-1 (interleucina-1B, interleucina 1 RN, CASP1, interleucina 18 RAP) e interferón inducido, genes (AIM2, IP-10/CXCL10). Los genes asociados a las células T (CD3, CD8B) están regulados negativamente. Las erupciones se acompañan de niveles séricos incrementados de quimiocinas de linfocitos T activados (IP-10/CXCL10, MIG/CXCL9), G-CSF y citoquinas proinflamatorias (interleucina 6, interleucina 18). Las erupciones también se manifiestan con una linfopenia relativa. Los recuentos de linfocitos T CD4(+)/CD25(+) activados se correlacionaron negativamente con las concentraciones séricas de IP-10 / CXCL10, mientras que los recuentos de linfocitos T CD4 (+)/HLA-DR (+) se correlacionaron positivamente con las concentraciones séricas de contrarregulador IL-1 antagonista del receptor.

## Tratamiento
El síndrome de PFAPA generalmente se resuelve espontáneamente. El tratamiento se utiliza para disminuir la gravedad de los episodios. El tratamiento es médico o quirúrgico.
Un tratamiento que se usa a menudo es dar una dosis de un corticosteroide al comienzo de cada episodio de fiebre. Una sola dosis generalmente termina con la fiebre en varias horas. Sin embargo, en algunos niños, pueden causar que los episodios de fiebre ocurran con mayor frecuencia. La inhibición de la interleuquina-1 parece ser efectiva en el tratamiento de esta condición.
La extirpación quirúrgica de las amígdalas parece ser beneficiosa en la resolución de los síntomas y el número de episodios futuros, en comparación con no realizar ninguna cirugía. La evidencia para apoyar la cirugía es, sin embargo, moderada.

## Pronóstico
Según la investigación actual, PFAPA no lleva a otras enfermedades y se resuelve espontáneamente a medida que el niño crece, sin efectos físicos a largo plazo. Sin embargo, la PFAPA se ha encontrado en adultos y puede no resolverse espontáneamente